# Stazione di Vergato
Stazione di Vergato vasútállomás Olaszországban, Vergato településen.

## Vasútvonalak
Az állomást az alábbi vasútvonalak érintik:
- Porrettana-vasútvonal

## Kapcsolódó állomások
A vasútállomáshoz az alábbi állomások vannak a legközelebb:
- Stazione di Carbona
- Stazione di Pioppe di Salvaro